# Supercopa alemanya de futbol 2014
La Supercopa alemanya de futbol (2014 DFL-Supercup en alemany) va ser la cinquena edició de la Supercopa alemanya de futbol amb el nom de DFL-Supercup, el partit que enfronta anualment als campions de la Bundesliga i de la DFB-Pokal de la temporada anterior. En aquesta edició, els equips seleccionats per disputar la Supercopa van ser el Bayern de Múnic, campió de la Bundesliga 2013-14 i de la Copa 2013-14, i el Borussia de Dortmund, segon classificat de la lliga i finalista de la Copa.
El Dortmund era el vigent campió, havent vençut al Bayern l'any anterior per 4-2 en l'edició de 2013, tot i que la temporada anterior, el Bayern havia vençut al Dortmund per 2-1. Els dos equips es presentaven a la final haven aconseguit cinc títols anteriorment (en nou intents el Bayern per set del Dortmund), essent els dos conjunts amb més títols d'aquesta competició, convertint-se el vencedor d'aquesta edició en el més llorejat de la Supercopa. El partit es va disputar el 13 d'agost de 2014 al Signal Iduna Park de Dortmund.
El Borussia de Dortmund va derrotar el Bayern de Múnic per 2–0, aconseguint així el seu sisè títol.

## Partit

### Detalls
| Borussia Dortmund               | 2–0    | Bayern de Múnic |
| ------------------------------- | ------ | --------------- |
| Mkhitarian 23' · Aubameyang 62' | Report |                 |

| Borussia Dortmund | Bayern Munich |

| GK           | 22 | Mitchell Langerak         |  |     |
| RB           | 26 | Łukasz Piszczek           |  |     |
| CB           | 25 | Sokratis Papastathopoulos |  |     |
| CB           | 28 | Matthias Ginter           |  |     |
| LB           | 29 | Marcel Schmelzer          |  | 46' |
| CM           | 5  | Sebastian Kehl (c)        |  |     |
| RW           | 21 | Oliver Kirch              |  | 85' |
| AM           | 7  | Jonas Hofmann             |  |     |
| LW           | 10 | Henrikh Mkhitarian        |  |     |
| CF           | 17 | Pierre-Emerick Aubameyang |  | 63' |
| CF           | 9  | Ciro Immobile             |  |     |
| Banqueta:    |    |                           |  |     |
| GK           | 33 | Zlatan Alomerović         |  |     |
| DF           | 4  | Neven Subotić             |  |     |
| DF           | 37 | Erik Durm                 |  | 46' |
| MF           | 6  | Sven Bender               |  | 85' |
| MF           | 14 | Miloš Jojić               |  |     |
| MF           | 19 | Kevin Großkreutz          |  |     |
| FW           | 20 | Adrián Ramos              |  | 63' |
| Entrenador:  |    |                           |  |     |
| Jürgen Klopp |    |                           |  |     |

| GK            | 1  | Manuel Neuer (c)   |     |     |
| CB            | 17 | Jérôme Boateng     | 73' |     |
| CB            | 8  | Javi Martínez      |     | 31' |
| CB            | 27 | David Alaba        |     |     |
| RWB           | 34 | Pierre Højbjerg    | 45' | 59' |
| LWB           | 18 | Juan Bernat        |     |     |
| CM            | 20 | Sebastian Rode     |     |     |
| CM            | 16 | Gianluca Gaudino   |     |     |
| RW            | 25 | Thomas Müller      |     | 46' |
| LW            | 11 | Xherdan Shaqiri    |     |     |
| CF            | 9  | Robert Lewandowski |     |     |
| Banqueta:     |    |                    |     |     |
| GK            | 22 | Tom Starke         |     |     |
| GK            | 23 | Pepe Reina         |     |     |
| DF            | 4  | Dante              |     | 31' |
| DF            | 21 | Philipp Lahm       | 85' | 46' |
| DF            | 28 | Holger Badstuber   |     |     |
| FW            | 14 | Claudio Pizarro    |     |     |
| FW            | 19 | Mario Götze        |     | 59' |
| Entrenador:   |    |                    |     |     |
| Pep Guardiola |    |                    |     |     |

| Àrbitres assistents: Sven Jablonski (Bremen) Thomas Gorniak (Bremen) Quart àrbitre: Marco Fritz (Korb) |